# Odojew
Odojew (russisch Одо́ев) ist eine Siedlung städtischen Typs und ehemalige Stadt in der Oblast Tula in Russland mit 6144 Einwohnern (Stand 14. Oktober 2010).

## Geographie
Der Ort liegt knapp 70 km Luftlinie westsüdwestlich des Oblastverwaltungszentrums Tula am linken Ufer des Oka-Nebenflusses Upa.
Odojew ist Verwaltungszentrum des Rajons Odojewski sowie Sitz und einzige Ortschaft der Stadtgemeinde (gorodskoje posselenije) Rabotschi possjolok Odojew.

## Geschichte
Der Ort wurde erstmals im 14. Jahrhundert als Zentrum eines gleichnamigen Lokalfürstentumes erwähnt, das infolge des Zerfalls des Fürstentums Tschernigow entstanden war.  1407 kam es unter die Oberhoheit des Großfürstentums Litauen, nach dem Russisch-Litauischen Krieg 1487–1494 endgültig zum Großfürstentum Moskau. Mitte des 16. Jahrhunderts hörte das Fürstentum Odojew als relativ eigenständige Einheit auf zu existieren.
Der Ort Odojew erhielt am 10. September 1777 die Stadtrechte als Verwaltungssitz eines gleichnamigen Ujesds der Statthalterschaft Tula (ab 1796 Gouvernement Tula). Am 20. Juni 1924 wurde der Ujesd in einen flächenmäßig kleineren Rajon umgewandelt, und der Ort am 22. Februar 1926 zu einem Dorf (selo) unter der Namensform Odojewo herabgestuft.
Im Zweiten Weltkrieg war Odojewo vom 28. Oktober bis 22. Dezember 1941 von der deutschen Wehrmacht besetzt. Am 11. Dezember 1959 erhielt der Ort unter dem ursprünglichen Namen wieder den Status einer Siedlung städtischen Typs.

### Bevölkerungsentwicklung
| Jahr | Einwohner |
| ---- | --------- |
| 1897 | 4317      |
| 1939 | 3900      |
| 1959 | 4541      |
| 1970 | 5490      |
| 1979 | 6123      |
| 1989 | 6958      |
| 2002 | 6571      |
| 2010 | 6144      |

Anmerkung: Volkszählungsdaten

## Verkehr
Nordwestlich wird Odojew von der Regionalstraße 70K-041 (ehemals R139) Tula – Beljow umgangen. Aus östlicher Richtung schließt die 70K-038 (ehemals R148) von Schtschokino an, die weiter nach Süden in das gut 20 km entfernte benachbarte Rajonzentrum Arsenjewo führt. Dort befindet sich auch die nächstgelegene Bahnstation an der wenig befahrenen Strecke Gorbatschowo – Koselsk – Suchinitschi.